# Global Positioning System

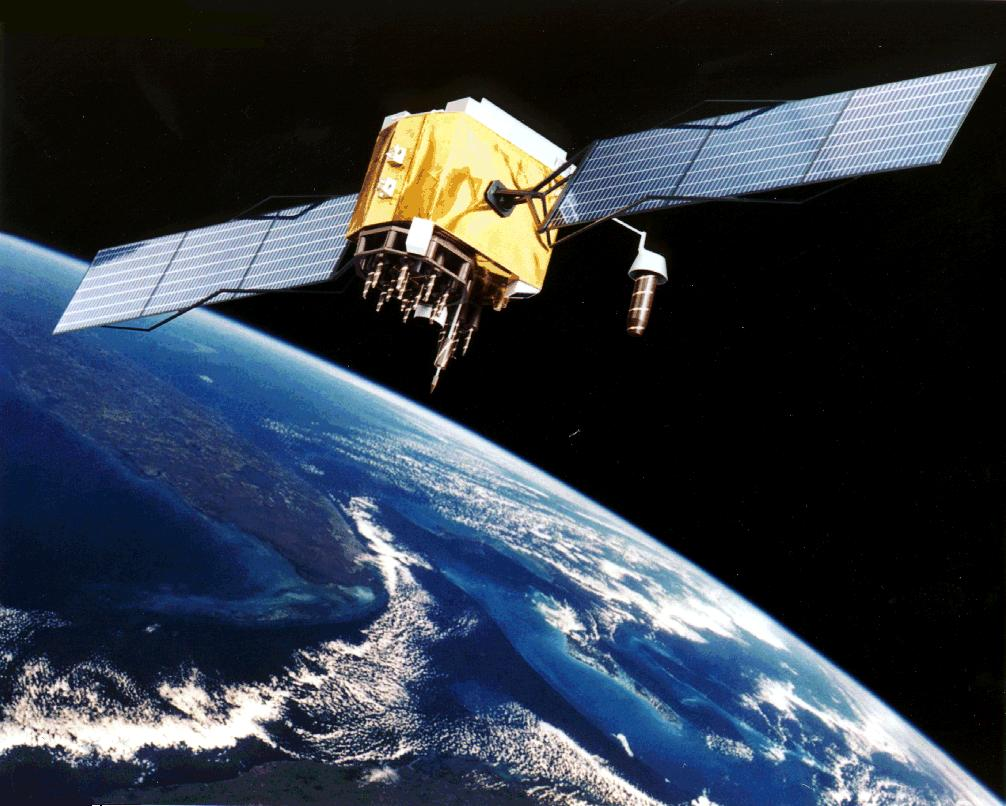
O imagine realizată de un artist grafic sugerând poziționarea față de Terra a unuia din sateliții sistemului GPS

Global Positioning System (din engleză; în traducere liberă, Sistem de Poziționare Globală; prescurtat GPS, care se citește gi-pi-es) este un sistem global de navigație prin satelit și unde radio. Sistemul GPS este o rețea de sateliți care orbitează în jurul Pământului în puncte fixe deasupra planetei, transmițând semnale tuturor receptorilor aflați la sol. Aceste semnale conțin un cod de timp și un punct de date geografice care permit utilizatorului să primească poziția exactă în care se află, viteza și ora din orice regiune de pe planetă. GPS funcționează în orice condiții meteorologice, oriunde în lume, 24 ore pe zi. 
Principalul sistem de poziționare prin satelit de tip GPS este sistemul militar american numit "Navigational Satellite Timing and Ranging" (NAVSTAR). Acest sistem, inițiat și realizat de către Departamentul Apărării al Statelor Unite ale Americii (DOD), poate calcula poziția exactă = coordonatele geografice exacte ale unui obiect pe suprafața Pământului, cu condiția ca acesta să fie echipat cu dispozitivul necesar - un receptor GPS. NAVSTAR utilizează sistemul geodezic WGS84, la care se referă toate coordonatele geografice calculate de sistem.
În prezent, sistemul GPS este utilizat în numeroase domenii, aviație și marină, găsirea rutelor pentru șoferi, crearea hărților, cercetare seismică, studii climatice, căutare de comori etc. Obiectul poate fi și o persoană, care poate astfel să se orienteze pe pământ, pe apă, în aer sau și în spațiu (în apropierea Pământului).

## Istoric

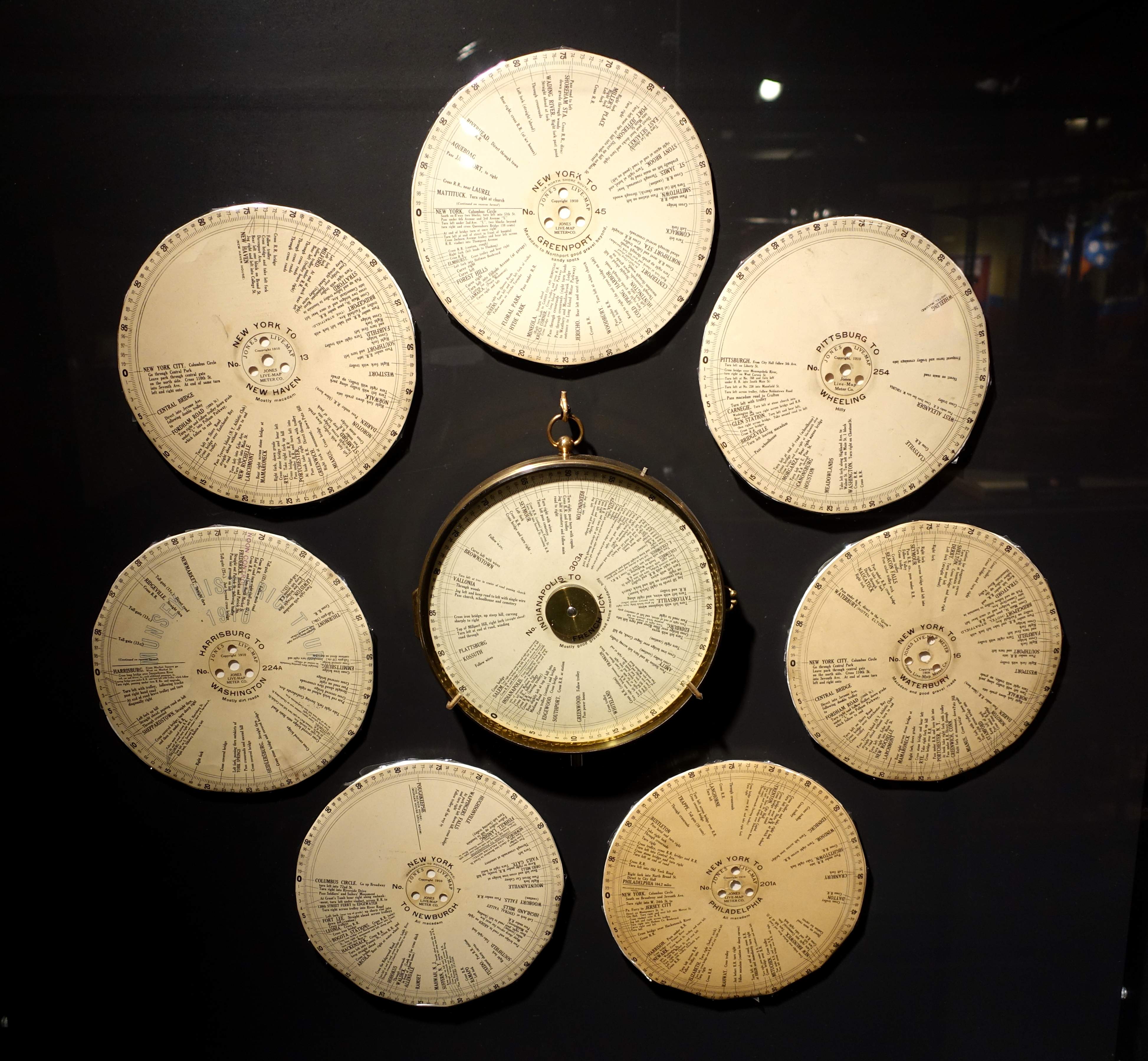
Dispozitivul „Jones Live Map Meter”

Primul sistem GPS, „Jones Live Map”, a fost inventat de J.W. Jones, în 1909. Dispozitivul a fost primul sistem de ghidaj pentru automobiliști ce consta din mai multe discuri imprimate cu hărți care îi arăta șoferului direcția prin manevrarea unor cadrane speciale. Discurile acopereau 100 de mile de drumuri cunoscute, cartografiate de The Touring Club of America. La fiecare 100 de mile, discul trebuia schimbat. Până în 1919, sistemul inventat de Jones, acoperea peste 500 de rute din S.U.A., de la New York la Los Angeles. 
La începutul anilor '40, Marina Regală Britanică dezvoltă în timpul celui de-al Doilea Război Mondial, sistemele de radionavigație la sol, LORAN și Decca Navigator.
Ideea implementării GPS a venit odată cu lansarea navei spațiale sovietice Sputnik în 1957, care a fost proiectat inițial pentru aplicabilitate în domeniul militar în anii 1960, la începutul Războiului Rece. Doi fizicieni americani, William Guier și George Weiffenbach, de la Applied Physics Laboratory (APL), au decis să monitorizeze transmisiile radio ale satelitului Sputnik. Aceștia au realizat că, datorită efectului Doppler, puteau localiza punctul satelitului în orbită, precum și locul utilizatorului cunoscându-l pe cel al satelitului.
Primul sistem de navigație prin satelit, Transit, folosit de Marina SUA, a fost testat cu succes în 1960. Alcătuit dintr-o constelație de cinci sateliți, putea furniza o poziționare ce se actualiza o dată pe oră.

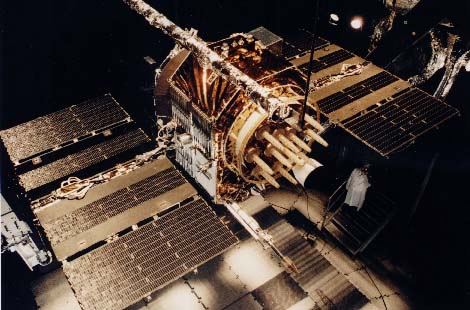
Satelitul GPS NAVSTAR

Sistemul GPS NAVSTAR a fost lansat în 1974 de către Departamentul Apărării al Statelor Unite ale Americii.
Între 1978 și 1985, sistemul GPS s-a dezvoltat rapid pentru scopuri militare, cu un total de 11 sateliți de tipul Block I.
Din 1983, utilizarea sistemului GPS se face și în scopuri civile, cu aplicabilitate în domeniul aviatic și cel naval.
În anul 1989 s-au lansat primii sateliți Block II, iar în 1993, SUA a lansat pe orbită cel de-al 24-lea satelit Navstar, care a completat o rețea de 24 de sateliți, cunoscută acum sub denumirea de Sistem de Poziționare Globală, sau GPS. Un număr de 21 de sateliți erau activi în permanență, iar alți 3 erau de rezervă. Sistemul a devenit în totalitate operațional în anul 1995. În prezent, rețeaua GPS are aproximativ 30 de sateliți activi în rețeaua GPS. 
Noile cerințe pentru sistemul existent au condus la eforturi de modernizare a sistemului GPS prin implementarea noii generații de sateliți GPS III și următoarea generație a sistemului operațional de control Operational Control Segment (OCX)

## Funcționare
Un sistem GPS este alcătuit din trei segmente: 

#### Segmentul spațial
Segmentul spațial este format dintr-o constelație de sateliți, care emit semnale modulate cu coduri și mesaje de navigație; fiecare satelit transmite semnale radio sub forma a două unde, pentru utilizatorii civili și pentru utilizatori militari. 
Generațiile succesive de sateliți GPS sunt desemnați prin denumirea Block:
- Block I: au fost 11 sateliți prototip, concepuți pentru faza de testare și dezvoltare (1978-1985). Greutatea lor era de 845 kg  și durată de funcționare de 5 ani. Primul satelit a fost lansat în februarie 1978, iar ultimul, în octombrie 1985, cu ajutorul rachetelor de tip Atlas E/F. Sateliții din această generație au îndeplinit durata de funcționare, ultimul satelit a funcționat până la sfârșitul anului 1995.

- Block II: se deosebesc esențial de sateliții din generația precedentă, prin faptul că aveau implementate tehnicile de protecție disponibilitate selectivă (selective availability) și acces restrictiv (anti-spoofing). Durata medie de viață a acestor sateliți era de 6 ani, fiind înlocuiți începând cu anul 1995. Primul satelit din cei 9 inițiali,  în greutate de cca. 1500 kg, a fost lansat în februarie 1989, iar ultimul în octombrie 1990. La bordul fiecărui satelit se aflau patru ceasuri atomice, două cu cesiu și două cu rubidiu.

- Block IIA (Advanced): un număr de 19 sateliți dotați cu posibilitatea de comunicare satelit-satelit; primul a fost lansat în noiembrie 1990, ultimul în noiembrie 1997.

- Block IIR (Replenishment): au fost lansați 12 sateliți proiectați de Lockheed Martin având o greutate de 2000 kg, iar durata de viață estimată la 10 ani. Cele trei ceasuri atomice cu rubidiu sunt cu un ordin de mărime mai precise. Lansarea sateliților din această generație a început în iulie 1997.

- Block IIR-M (Modernized): sunt 8 sateliți construiți de Lockheed Martin ce includ un nou semnal pentru aplicații militare pe frecvențele L1 și L2 și un semnal civil mai robust, cunoscut sub numele de L2C.  Primul satelit a fost lansat la data de 26 septembrie 2005, lansarea finală a avut loc pe 17 august 2009.

- Block IIF (Follow on): acești sateliți în număr de 12 au fost concepuți de Boeing; prima lansare a fost în mai 2010, ultima în februarei 2016. Durata lor de viață este de minim 12 ani. Sateliții transmit un nou semnal civil pe frecvența L5.

- Block III: primii 10 sateliți vor fi construiți de Lockheed Martin Corporation și vor  emite un nou semnal civil L1C pe frecvența L1. Vor fi lansați în perioada 2016-2017. [8]

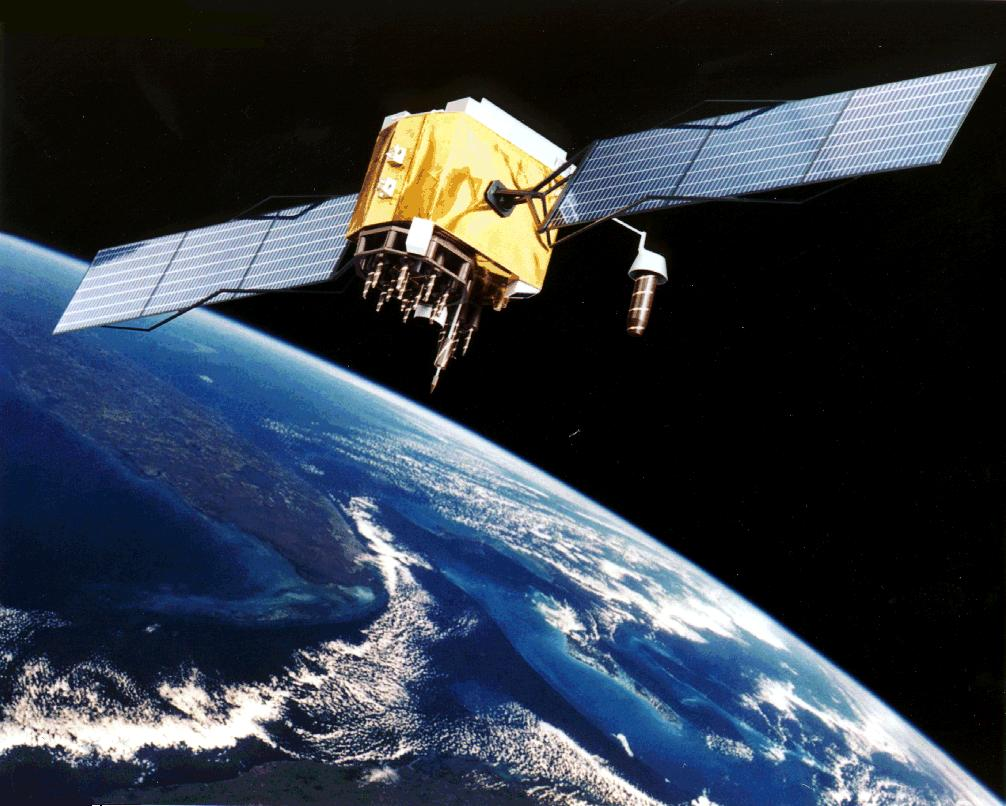
Satelit IIF aflat pe orbită

| Sateliți    | Număr | Anul lansării | Aflați în orbită |
| ----------- | ----- | ------------- | ---------------- |
| Block I     | 11    | 1978–1985     | 0                |
| Block II    | 9     | 1989-1990     | 0                |
| Block IIA   | 19    | 1990-1997     | 0                |
| Block IIR   | 12    | 1997-2004     | 12               |
| Block IIR-M | 8     | 2005–2009     | 7                |
| Block IIF   | 12    | 2010-2016     | 12               |
| Block III   | 12    | 2016-2017     | 0                |
| Total       | 31    |               |                  |

#### Segmentul de control
Segmentul de control este alcătuit din rețeaua de stații de control situată la sol; este utilizată pentru supravegherea sateliților și actualizarea mesajelor de navigație ale sateliților; aceste stații au rolul de a recepționa continuu semnalele tuturor sateliților, de a calcula datele referitoare la poziția fiecărui satelit, verificarea preciziei ceasurilor sateliților și de a retransmite aceste date fiecărui satelit.
Segmentul utilizatori este constituit din totalitatea utilizatorilor civili și militari care folosesc un receptor GPS. 
Principiul de funcționare al GPS-ului este folosirea câtorva sateliți din spațiu ca puncte de referință pentru localizarea la sol. Sateliții GPS înconjoară Pământul de două ori pe zi, pe orbite foarte precis determinate și transmit semnale către stațiile terestre. 
Sistemul NAVSTAR dispune la ora actuală (2016) în total de 31 sateliți, care se afla la o înălțime de 20.183 km de suprafața Pământului. Printr-o măsurare foarte exactă a distanței în linie dreaptă dintre receptor și cel puțin 4 sateliți se poate determina poziția oricărui punct de pe Pământ (latitudine, longitudine, altitudine), aceasta numindu-se "poziția calculată" (position fix în engleză), în contrast cu "localizarea", termen dedicat poziției reale a receptorului. În mod normal pentru determinarea poziției în 3D a unui punct de pe suprafața terestră cu ajutorul poziției sateliților ar fi nevoie de doar trei distanțe (trei sateliți), deoarece metoda care se utilizează este cea a triangulației. Totuși la GPS este nevoie și de a patra distanță, pentru minimizarea erorilor de poziționare datorate ceasurilor din receptoare, care nu sunt suficient de exacte în comparație cu ceasurile atomice din sateliții utilizați.

### Stabilirea poziției spațiale
Stabilirea poziției spațiale a unui punct se poate face prin determinarea pseudo-distanței sau prin determinarea fazei.
- Determinarea pseudo-distanței - Distanța dintre satelit și receptor se calculează prin cronometrarea timpului de care are nevoie semnalul radio să ajungă de la satelit la receptor. Știind că semnalul radio se deplasează cu 300.000 km/s (viteza luminii), dacă se cronometrează timpul lui de propagare de la satelit la receptor, se poate deduce distanța dintre aceștia. Fiecare satelit are semnalul propriu definit printr-un cod de zgomot aleator C/A (Pseudo Random Noise), astfel încât receptorul știe exact despre ce sateliți este vorba.

- Determinarea fazei - Distanța satelit-receptor este împărțită într-un număr întreg de lungimi de undă și o fracțiune de lungime de undă. Această metodă necesită utilizarea unui receptor capabil să determine această valoare. Este mult mai precisă (10-20 mm), dar necesită o staționare de cel puțin 10 minute într-un punct, timp în care receptorul trebuie să fie absolut imobil și să nu fie perioade fără semnal GPS.

### Semnalul GPS
Fiecare satelit transmite constant semnale  de navigație cu o viteză de 50 biți/sec pe frecvențe  din spectrul electromagnetic. Semnalele vor trece prin nori, sticlă, plastic, însă nu vor trece de majoritatea obiectelor solide (clădiri, munți, etc)
Semnalul GPS oferă coordonate precise în conformitate cu ceasul atomic al satelitului, precum și statusul în care se află satelitul. Fiecare transmisie are o durată de 30 de secunde și conține 1500 biți de informații codate. Această cantitate de date este codificată cu o secvență PRM (partial-response modulation) care diferă de la un satelit la altul. Receptorii GPS recunosc codurile PRM ale fiecărui satelit și decodează semnalul.
Sateliții din sistemul GPS transmit două semnale purtătoare: frecvența L1 (1575,45 MHz), conține mesajul de navigație și semnalele de cod SPS (Serviciul de poziționare standard), frecvența L2 (1227,60 MHz), folosită pentru măsurarea întârzierii provocată de ionosferă. 
Un semnal GPS conține trei tipuri de informație: 
- cod pseudoaleator, este un simplu cod I.D., ce identifică satelitul care a transmis informația.

- date efemeride, sunt transmise în mod constant de către fiecare satelit, și conțin informații importante despre starea satelitului, data și ora curentă; această parte a semnalului este esențială pentru determinarea poziției curente.

- date almanah, ce comunică receptorului GPS unde anume ar trebui să se găsească fiecare satelit la un anumit moment al zilei; fiecare satelit transmite date almanah conținând informații orbitale pentru acel satelit și pentru toți ceilalți sateliți din sistem.

#### Recepționarea semnalelor
Recepționarea semnalelor emise de sateliți și calculul poziției se poate face în două moduri: modul absolut și modul diferențial.
- Modul absolut folosește un singur receptor GPS, iar precizia de poziționare este de circa 10 – 15 m; este utilizabil în cazuri în care nu se cere o precizie mare (navigare pe mare)
- Modul diferențial presupune folosirea a două receptoare, dintre care unul are rolul de stație de bază, fiind instalat într-un punct fix cu coordonate cunoscute. Se măsoară diferența dintre coordonatele punctului cunoscut și cele rezultate pentru același punct din analiza semnalelor GPS. Aceste diferențe se folosesc pentru corectarea coordonatelor determinate cu un receptor mobil în alte puncte din zona respectivă. Acest mod de lucru este foarte precis (1 – 5 cm), dar distanța dintre receptorul mobil și stația de bază fixă nu are voie să depășească 30 km.

În general sistemul militar american NAVSTAR este foarte precis; totuși, pentru folosirea sa de către alte organizații sau state, de obicei numai pentru scopuri civile (navigație rutieră ș.a.), NAVSTAR pune la dispoziție doar o exactitate redusă. De asemenea, SUA își rezervă dreptul de a nu mai pune deloc la dispoziție sistemul, de exemplu în cazul unor conflicte militare ș.a.

#### Înregistrarea datelor
Înregistrarea datelor primite de la sateliți poate fi efectuată prin două modalități:
- metoda statică - înregistrarea datelor se face în puncte bine localizate, în care operatorul instalează receptorul; semnalele sunt recepționate la perioade de timp bine determinate (15 sec-3 min), receptorul GPS înregistrînd o valoare, iar la sfârșit se obține media tuturor valorilor.

- metoda dinamică - înregistrarea datelor se face în deplasare; receptorul înregistrează la diferite intervale de timp (5 secunde) câte o valoare, iar la sfârșit se obține o succesiune de puncte.

Metoda dinamică „Stop and Go” este o îmbinare a primelor două metode; operatorul se deplasează cu receptorul GPS din punct în punct pe traseul dorit, în fiecare punct staționându-se o anumită perioadă de timp.

### Receptor

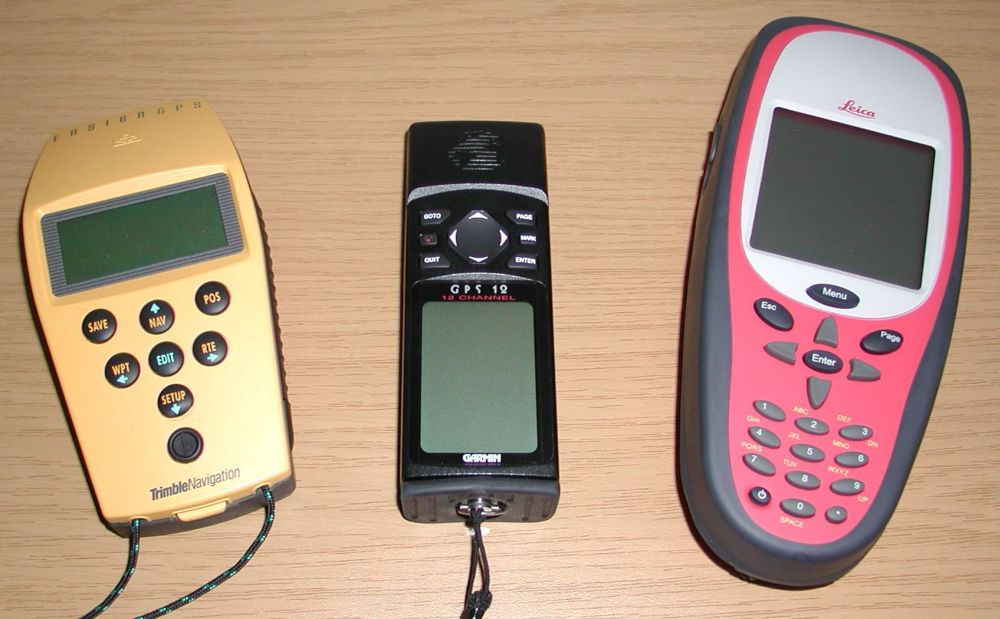
Receptori GPS dedicați

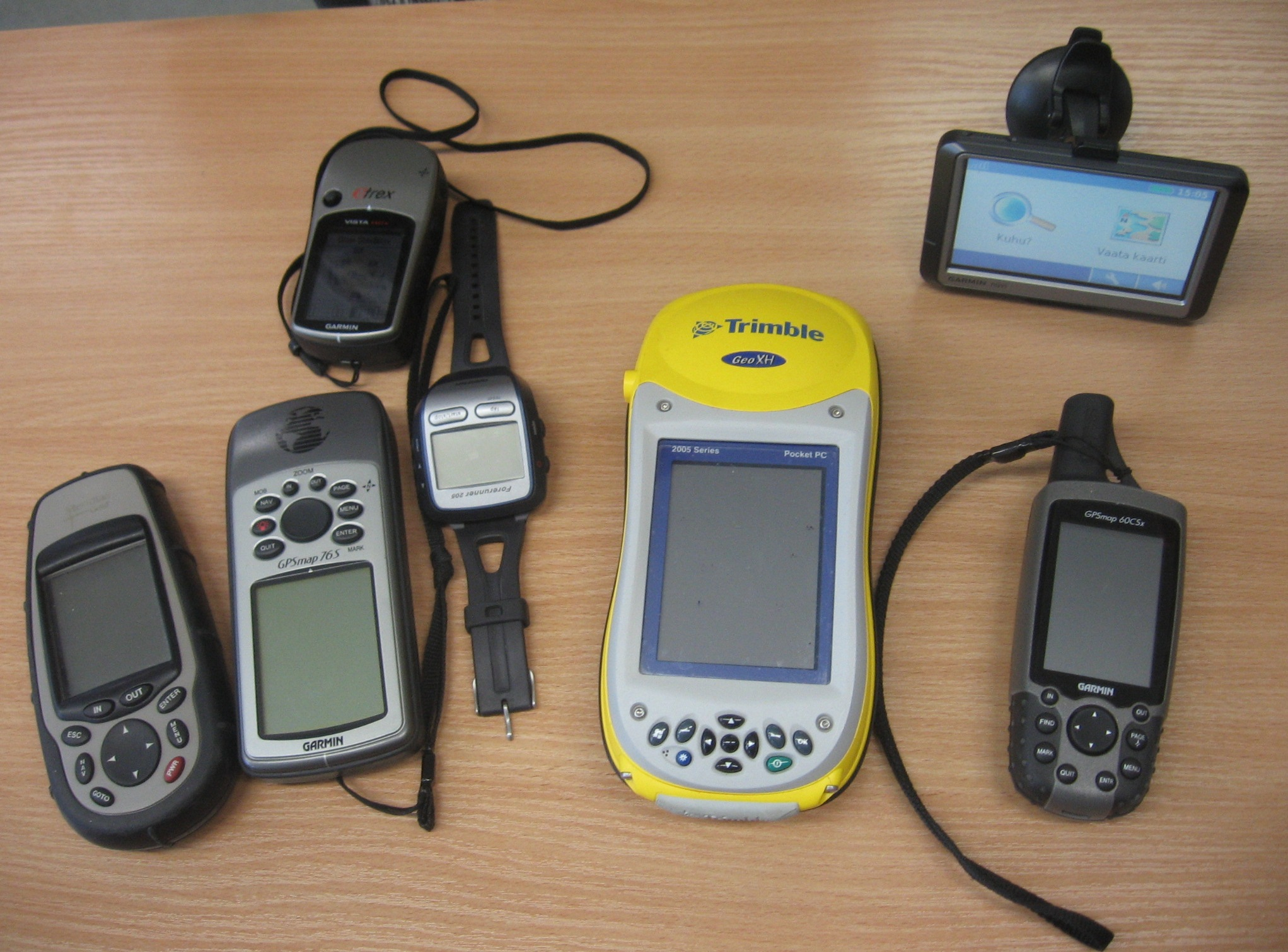
Receptoare GPS hand-held